# 가이토촌
가이토촌(海東村)은 일본 구마모토현 시모마시키군에 설치되었던 촌이다. 현재의 우키시의 일부에 해당한다.